# Petrovac na Moru
Petrovac na Moru, popis 2003.; skupaj: 1.485
Petrovac na Moru (ciril. Петровац на Мору) je naselje mestnega tipa in manjše pristanišče v Črni gori, ki upravno spada pod občino Budva.

## Opis
Petrovac je romantično letovišče, znano s svojimi prostranimi peščenimi in prodnatimi plažami, po prijetnem podnebju in zelenju borovih gozdov in nasadih oljk. Kraj stoji ob križišču cest, ki vodijo v Budvo, Bar in proti Skadarskemu jezeru. Ob obali južno pred mestom sta dva skalnata otočka: Katič in Sveta Nedelja.
Na tem kraju, kjer stoji današnje naselje, je obstajalo naselje že v antični dobi. Iz tega obdobja je ohranjen del mozaika rimske poletne hiše iz prehoda iz 2. v 3. stoletja n. šš. Kasneje se je staro naselje  razvilo ob beneški trdnjavi Castel Lasuta (Kaštel Lastva), po kateri je Petrovac nosil ime vse do leta 1919.
V bližini je več zanimivih cerkva in samostanov:
- samostan Gradište stoji 1 km iz mesta na kraju, ki mu pravijo Buljarica, osnovan pa je bil v leta 1116; ena njegovih cerkva  - sv. Save, je iz 15. stoletja, medtem ko je glavna cerkev sarejša, vendar precej prurejena v 17. stoletju.
- samostan Reževići stoji okoli 4 km iz mesta , postavljen je bil na ukaz srbskega carja Dušana leta 1354.Stara cerkev iz tistega obdobja je v ruševinah, nova pa je bila postavljena v 19. stoletju.

Pristanišče je izpostavljeno tako jugozahodnemu kot jugovzhodnemu vetru.

## Demografija
| 1948 | 1953 | 1961 | 1971 | 1981 | 1991 | 2003 |      |      |
| 284  | 528  | 547  | 942  | 1225 | 1412 | 1518 | 1407 | 1485 |